# Poliopastea indistincta
Poliopastea indistincta là một loài bướm đêm thuộc phân họ Arctiinae, họ Erebidae.